# Roger Ashton-Griffiths
Roger Ashton-Griffiths (Hertfordshire, 19 gennaio 1957) è un attore, sceneggiatore e regista britannico.

## Carriera
Caratterista dal volto riconoscibile, è stato presente in innumerevoli pellicole a partire dagli anni 1980.

## Filmografia parziale

### Cinema
- Brazil, regia di Terry Gilliam (1985)
- Plenty, regia di Fred Schepisi (1985)
- Dreamchild, regia di David Miller (1985)
- Piramide di paura (Young Sherlock Holmes), regia di Barry Levinson (1985)
- Pirati (Pirates), regia di Roman Polański (1986)
- Luna di miele stregata (Haunted Honeymoon), regia di Gene Wilder (1986)
- Il cuoco, il ladro, sua moglie e l'amante (The Cook, the Thief, His Wife & Her Lover), regia di Peter Greenaway (1989)
- L'orologiaio (Georg Elser - Einer aus Deutschland), regia di Klaus Maria Brandauer (1989)
- Le montagne della luna (Mountains of the Moon), regia di Bob Rafelson (1990)
- Chicago Joe (Chicago Joe and the Showgirl), regia di Bernard Rose (1990)
- Sua maestà viene da Las Vegas (King Ralph), regia di David S. Ward (1991)
- Viaggio in Inghilterra (Shadowlands), regia di Richard Attenborough (1993)
- La pazzia di Re Giorgio (The Madness of King George), regia di Nicholas Hytner (1994)
- Restoration - Il peccato e il castigo (Restoration), regia di Michael Hoffman (1995)
- Ritratto di signora (The Portrait of a Lady), regia di Jane Campion (1996)
- Lo straniero che venne dal mare (Swept from the Sea), regia di Beeban Kidron (1997)
- Il destino di un cavaliere (A Knight's Tale), regia di Brian Helgeland (2001)
- Gangs of New York, regia di Martin Scorsese (2002)
- Nicholas Nickleby, regia di Douglas McGrath (2002)
- Una ragazza e il suo sogno (What a Girl Wants), regia di Dennie Gordon (2003)
- I fratelli Grimm e l'incantevole strega (The Brothers Grimm), regia di Terry Gilliam (2005)
- Mutant Chronicles, regia di Simon Hunter (2008)
- Incontrerai l'uomo dei tuoi sogni (You Will Meet a Tall Dark Stranger), regia di Woody Allen (2010)
- L'estate all'improvviso (Summer in February), regia di Christopher Menaul (2013)
- Grace di Monaco (Grace of Monaco), regia di Olivier Dahan (2014)
- Dragonheart 3 - La maledizione dello stregone (Dragonheart 3: The Sorcerer's Curse), regia di Colin Teague (2015)
- The Lobster, regia di Yorgos Lanthimos (2015)
- Ogni tuo respiro (Breathe), regia di Andy Serkis (2017)
- Morto Stalin, se ne fa un altro (The Death of Stalin), regia di Armando Iannucci (2017)
- Mistero a Crooked House (Crooked House), regia di Gilles Paquet-Brenner (2017)
- Ritorno al Bosco dei 100 Acri (Christopher Robin), regia di Marc Forster (2018)
- Alice e Peter (Come Away), regia di Brenda Chapman (2020)
- L'appuntamento natalizio di papà (My Dad's Christmas Date), (2020)

### Televisione
- La vera storia di Jack lo squartatore (Jack the Ripper) – miniserie TV (1988)
- Le avventure del giovane Indiana Jones (The Young Indiana Jones Chronicles) – serie TV, 1 episodio (1992)
- I racconti della cripta (Tales from the Crypt) - serie TV, 1 episodio (1996)
- L'Odissea (The Odyssey) – miniserie TV (1997)
- Merlino (Merlin) – miniserie TV (1998)
- Gwyn - Principessa dei ladri (Princess of Thieves), regia di Peter Hewitt - film TV (2001)
- Empire - miniserie TV (2005)
- I Tudors (The Tudors) – serie TV, episodi 3x06, 3x07 (2009)
- Doctor Who – serie TV, episodio 8x03 (2014)
- Il Trono di Spade (Game of Thrones) – serie TV, 13 episodi (2014-2016)
- Coronation Street – soap opera, 7 puntate (2014-2015)
- Padre Brown (Father Brown) – serie TV, episodio 4x05 (2016)
- Taboo – serie TV, episodio 1x01 (2017)

## Doppiatori italiani
Nelle versioni in italiano delle opere in cui ha recitato, Roger Ashton-Griffiths è stato doppiato da:
- Paolo Lombardi ne L'Odissea, Grace di Monaco
- Oliviero Dinelli ne Il Trono di Spade, L'appuntamento natalizio di papà
- Paolo Buglioni in Piramide di paura
- Enrico Pallini in Viaggio in Inghilterra
- Vittorio Stagni in Merlino
- Giorgio Lopez in Gangs of New York
- Goffredo Matassi in Nicholas Nickleby
- Emidio La Vella ne I fratelli Grimm e l'incantevole strega
- Franco Zucca in Incontrerai l'uomo dei tuoi sogni
- Mario Bombardieri in Turner
- Toni Orlandi in The Lobster
- Giovanni Petrucci in Ogni tuo respiro
- Bruno Alessandro in Mistero a Crooked House
- Luciano De Ambrosis in Ritorno al Bosco dei 100 Acri